# Atticus Mitchell
Atticus Dean Mitchell (ur. 16 maja 1993 w Toronto) – kanadyjski aktor oraz piosenkarz.
Atticus Mitchell swoją karierę zawodową rozpoczął w 2009, występując w serialu Przypadki nastolatki, jednak popularność przyniosła mu rola Benny’ego Weira w filmie Moja niania jest wampirem oraz serialu o tym samym tytule. Wystąpił również w filmie produkcji Disney Channel Bunt FM oraz w dramacie społecznym Rolanda Emmericha Stonewall.